# ゼウス
ゼウス（古希: ΖΕΥΣ（Ζεύς）、古代ギリシア語ラテン翻字: Zeus）は、ギリシア神話の主神たる全知全能の存在。ローマ神話のジュピター（ユーピテル）、中国神話の天帝、キリスト教やイスラーム等の唯一神と同様な、「至上神 supreme god」の典型。一般的に「至上神」または「最高神」は、創造的能力や人格的性質を持ち、全知全能だとされている。
ゼウスは宇宙や天候を支配する天空神であり、人類と神々双方の秩序を守護・支配する神々の王である。宇宙を破壊できるほど強力な雷を武器とし、多神教の中にあっても唯一神的な性格を帯びるほどに絶対的で強大な力を持つ。

## 概要
ゼウスはローマ神話ではユーピテル（ジュピター）にあたる。オリュムポスの神々の家族および人類の両方の守護神・支配神であり、神々と人間たちの父と考えられた。
ゼウスは天空神として、全宇宙や雲・雨・雪・雷などの気象を支配していた。キュクロープスの作った雷霆（ケラウノス）を主な武器とする。その威力はオリュンポス最強と謳われるほど強大なもので、この雷霆をゼウスが使えば世界を一撃で熔解させ、全宇宙を焼き尽くすことができる。テューポーンと戦う際には、万物を切り刻む魔法の刃であるアダマスの鎌も武器としていた。雷霆の一撃をも防ぎ、更に敵を石化させるアイギスの肩当て（胸当てや楯という説も）を主な防具とするが、この防具はよく娘のアテーナーに貸し出される。この他にも、「恐怖」という甲冑をギガントマキアーにおいて着用している。
聖鳥は鷲で、聖樹は樫。左手に王笏、右手に雷を持った姿で描かれ、しばしば樫の葉の冠を着ける。主要な神殿は、オークの木のささやきによって神託を下したエーペイロスの聖地ドードーナ、および4年ごとに彼の栄誉を祝福してオリンピック大祭が開かれたオリュンピアにあった。

## 系譜
ティーターン神族のクロノスとレアーの末子（長男の説もある）で、ハーデースとポセイドーンの弟。正妻は姉であるヘーラーであるが、レートーや姉のデーメーテール等の女神をはじめ、多くの人間の女性とも交わり、子をもうけたといわれる。
オリュンポス十二神の中では、メーティスとの間にアテーナー、レートーとの間にアポローンとアルテミス、マイアとの間にヘルメース、ディオーネーとの間にアプロディーテー（ホメーロスより）、ヘーラーとの間にアレース、ヘーパイストス、テーバイの王女セメレーとの間にディオニューソス、デーメーテール（一説にはステュクス）との間にペルセポネー（あるいはコレー）をもうけた。記憶の女神ムネーモシュネーとの間に9人のムーサたち、海洋の女神エウリュノメーとの間に3人のカリスたち、月の女神セレーネーとの間にパンディーア、ヘルセー、ネメアが誕生した。

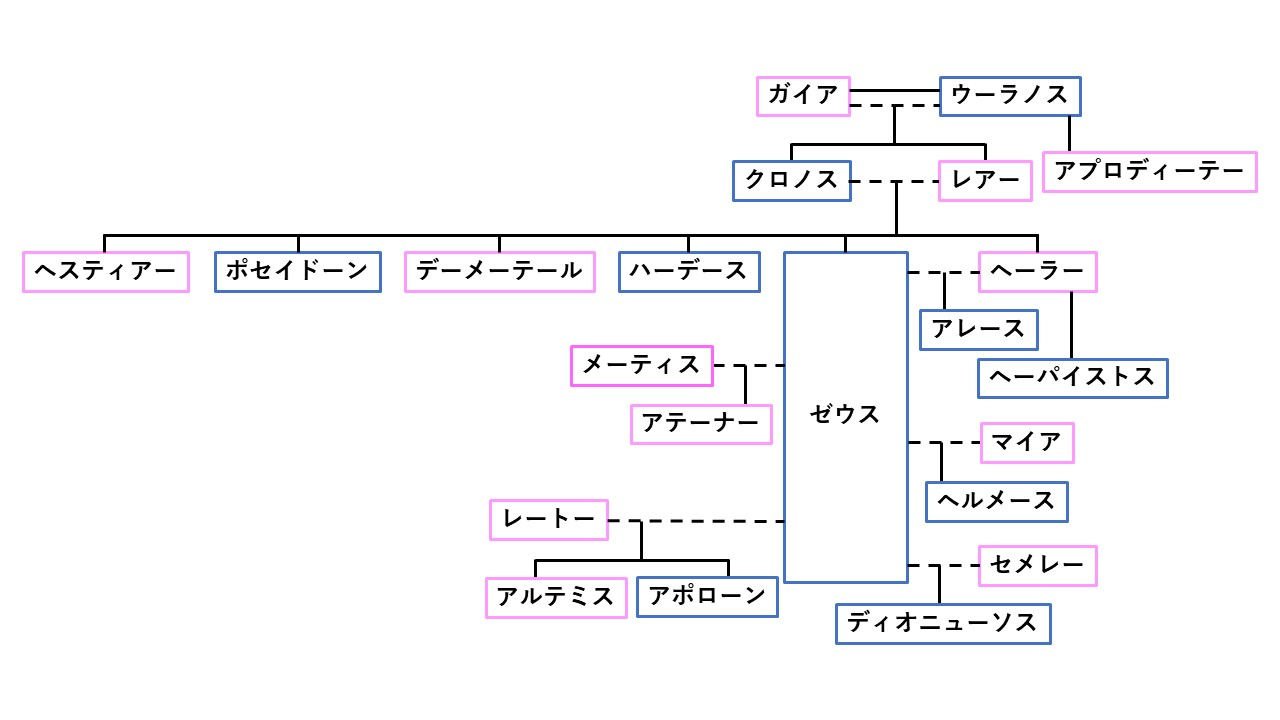
ゼウスとオリュンポス十二神の系譜図

また人間の女性ダナエーとの間にペルセウスを、アルクメーネーとの間にヘーラクレースを、レーダーとの間にディオスクーロイを、アンティオペーとの間にゼートスとアムピーオーンを、エウローペーとの間にミーノースとラダマンテュスとサルペードーンを、カリストーとの間にアルカスを、イーオーとの間にエパポスを、といったように多数の子供たちをもうけたことになっている。これらゼウスの子とされる英雄を半神（ヘーロース）といい、古代ギリシアでは下級の神として広く祀られた。これらの伝説は、古代ギリシアの各王家が、自らの祖先をゼウスとするために作り出された系譜と考えられる。ゼウスが交わったとされる人間の女の中には、もとは地元の地母神であったと考えられるものもいる。女神や人間と交わる時のゼウスはしばしば別の姿に変身したとされ、ダナエーの時には黄金の雨に、レーダーの時には白鳥に、アンティオペーの時にはサテュロスに、エウローペーの時には白い牡牛に、カリストーの時にはアルテミスに、イーオーの時には雲になったといわれる。

## 神話

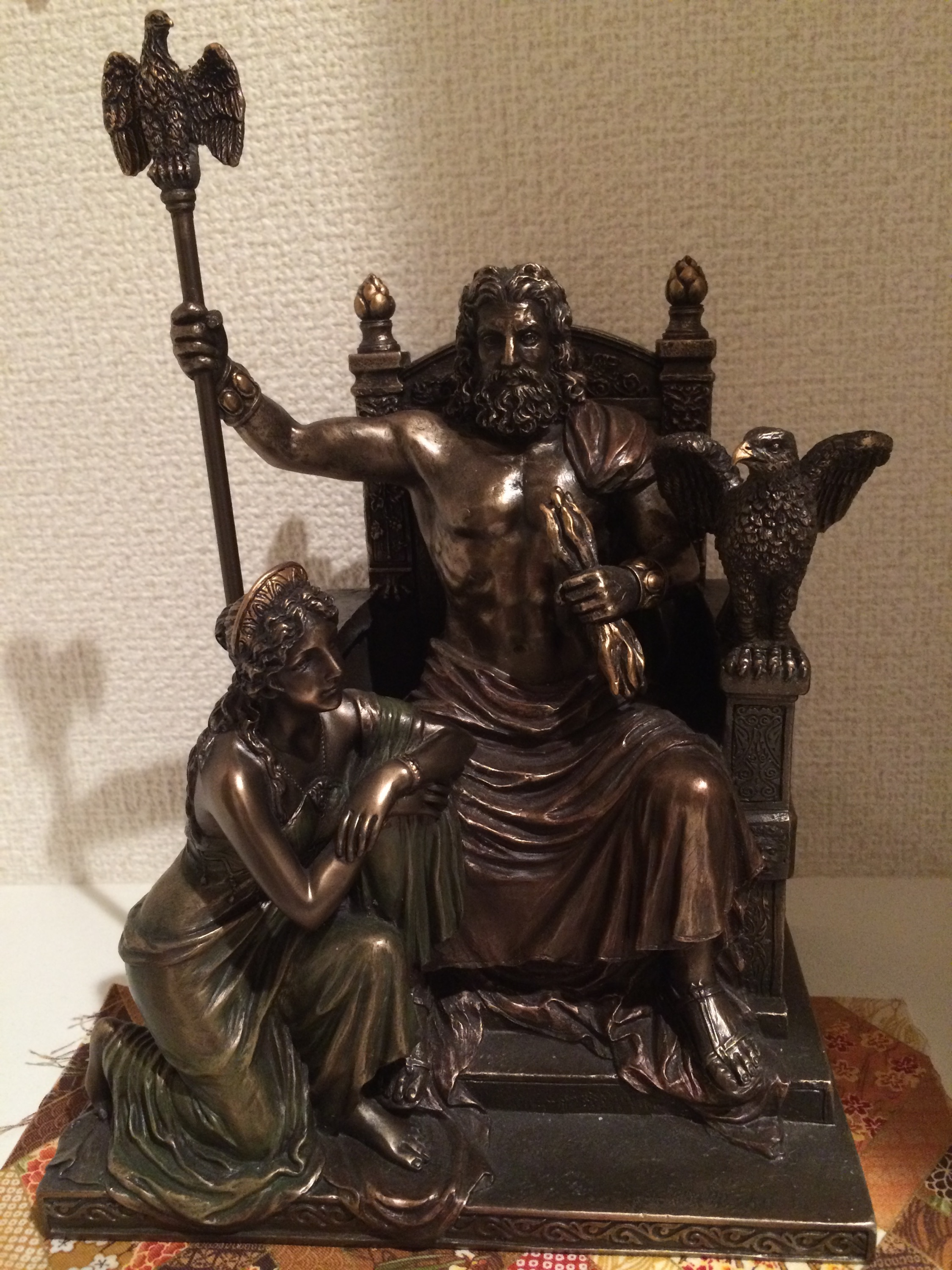
正妻ヘーラーと王座に座すゼウス。

### 正妻たち
ゼウスは最終的にはヘーラーと永遠に結ばれるが、それまでに何度か結婚と離婚を繰り返していた。

#### メーティス
ゼウスの最初の妻は智恵の女神メーティスであった。彼女はオーケアニデスであり、ティーターン神族の一柱であったが、ティーターノマキアーの際にはゼウスに味方していた。ガイアは「ゼウスとメーティスの間に生まれた男神は父を超える」という予言をした。これを恐れてゼウスは妊娠していたメーティスを呑み込み、子供が生まれないようにした。「どんなものにでも変身できるのなら、水に変身してみせよ」というゼウスの挑発に乗ったメーティスが水に変じたところでこれを飲み干したとも、ゼウスから逃れるために様々な動物に変身していたが、蠅に変身したところで呑み込まれたとも言われる。
あるとき、ゼウスは激しい頭痛に襲われた。そこで、ヘーパイストスに命じて頭を斧で叩き割り、直接原因を探ろうとした。すると、ゼウスの頭から武装し成人したアテーナーが飛び出してきた。その衝撃で世界は停止し、天体の運行も止まった。アテーナーがゼウスとメーティスとの子であり、女神であったために、ガイアの予言は効力を失った。こうしてゼウスは王位簒奪の大いなる運命から解放された。呑み込まれたメーティスはゼウスの智恵となり、ゼウスはメーティスの全知を手に入れた。また、メーティスはアテーナーと共に飛び出てきたという説もある。

#### テミス
メーティスの智恵を吸収したゼウスは、次にウーラノスとガイアの子である、掟の女神テミスと結婚した。テミスとの間に運命の三女神モイライ、季節の女神ホーラー、正義の女神アストライアーをもうけた。モイライは最初は夜の女神ニュクスの娘であったが、ゼウスは上記のように運命を超越し、モイライを自らの子として再誕生させた。結果として運命すらもゼウスに抗えなくなった。

#### ヘーラー
ゼウスはヘーラーに目を付け、テミスと結婚中であるにもかかわらず結婚の女神ヘーラーに言い寄った。ゼウスはカッコウに化けてヘーラーに近付き犯そうとしたが、ヘーラーはそれでも尚抵抗を止めなかった。ヘーラーは交わることの条件として結婚を提示した。ヘーラーに魅了されていたゼウスは仕方なくテミスと離婚すると、ヘーラーと結婚し、彼女との間にアレース、ヘーパイストス、ヘーベーなどをもうけた。ヘーラーはゼウスの不貞に対して常に目を光らせ、愛人たちやその子供たちに苛烈な罰を与えるようになった。

### 愛人たち
ゼウスは好色な神であり、しばしばヘーラーの目を盗んでは浮気を繰り返していた。これは、強力な神々や半神半人を生み出し、全宇宙や人間界の基盤を整えるためでもあった。また、古代ギリシアのみならず、地中海世界の王家が自らの祖先をゼウスとする家系を主張したため、ゼウスは浮気を繰り返す神話を多く持つようになった。ゼウスの愛人は数え切れないほどいるが、その中でも特に有名な愛人たちを以下に記述する。下記の他、ラミアー、アイギーナ、カリストー、エラレー、タレイア、アイトネーなど多くの愛人を持ったことで知られる。

#### イーオー

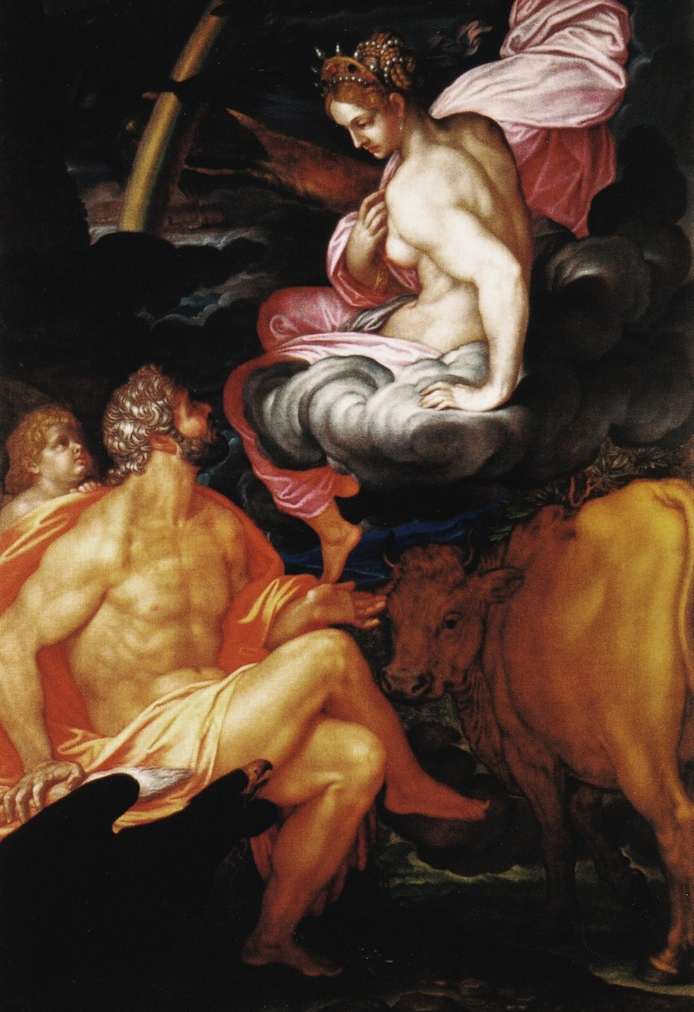
ヘーラー（上）、ゼウス（左）、牝牛にされたイーオー（右）。ジョヴァンニ・アンブロージョ・フィジーノ（en）画（1599年）。パヴィア、マラスピーナ絵画館（it）所蔵。

ゼウスはイーオーという美女と密通していた。これを見抜いたヘーラーはゼウスに詰め寄るが、ゼウスはイーオーを美しい雌牛に変え、雌牛を愛でていただけであるとした。ヘーラーは策を講じ、その雌牛をゼウスから貰うと、百眼の巨人アルゴスを見張りに付けた。この巨人は身体中に百の眼を持ち、眠る時も半分の50の眼は開いたままであったので、空間的にも時間的にも死角が存在しなかった。ゼウスはイーオー救出の任をヘルメースに命じ、ヘルメースは草笛でアルゴスの全ての眼を眠らせると、その首を剣で切り取った。
雌牛は解放されたが、ヘーラーが虻を送り込んだために雌牛は逃げ惑った。虻から逃げるように様々な地を放浪し、最終的にはアイギュプトスに辿り着き、ここで雌牛は元の姿に戻った。ゼウスとの間にできていた子供であるエパポスをアイギュプトスで出産した。イーオーはデーメーテールの像を立て、イーオーとデーメーテール像はアイギュプトス人にイーシスと呼ばれるようになった。

#### レーダー
アイトーリア王テスティオスの娘で、スパルタ王テュンダレオースの妻であったレーダーにもゼウスは恋した。ゼウスは白鳥に変じ、鷹に追われるふりをしてレーダーの腕に隠れた。レーダーは白鳥のことを想ってそれを拒まなかったが、そこで正体を現したゼウスと交わった。レーダーは二つの卵を産み、一つの卵からはヘレネーとクリュタイムネーストラーが、もう一つの卵からはカストールとポリュデウケース（二人合わせてディオスクーロイとも呼ばれた）が生まれた。ヘレネーとポリュデウケースはゼウスとの子であり、クリュタイムネーストラーとカストールがテュンダレオースとの子であった。ヘレネーは絶世の美女となり、トロイア戦争の原因となった。ポリュデウケースは不死身であった。ゼウスはヘレネーの誕生を記念し、はくちょう座を創造した。

#### エウローペー
エウローペーは、テュロスのポイニーケー王アゲーノールとテーレパッサの娘で、美しい姫であった。エウローペーに一目ぼれしたゼウスは誘惑するために、白い牡牛へと変身した。エウローペーは侍女と花を摘んでいる時にその牡牛を見付け、従順な様子に気を許して背にまたがった。その途端に牡牛はエウローペーを連れ去った。ゼウスはヨーロッパ中をエウローペーと共に駆け回ったため、その地域はエウローペーから名前を取って「ヨーロッパ」 (Europa) と呼ばれるようになった。最終的にクレーテー島へ辿り着いたゼウスは本来の姿をあらわし、エウローペーはクレーテー島でゼウスと交わった。ゼウスとの息子には、ミーノースやラダマンテュス、サルペードーンがいる。その後、アステリオスが3人の息子たちの義理の父になった。ゼウスは彼女にタロースと必ず獲物をとらえる猟犬となくなる事のない投げ槍の、3つの贈り物を与えた。その後ゼウスは再び白い牡牛へと姿を変え、星空へと上がり、おうし座になった。

#### ガニュメーデース
ゼウスはガニュメーデースというトロイアの美少年を攫ったことでも知られている。しかし、これは愛人にするためではなく、神々の給仕係にするためであった。オリュンポスの神々に給仕するのは、もとは大神ゼウスとその正妻ヘーラーの娘、青春の女神であるヘーベーの役割であった。ゼウスの子、英雄ヘーラクレースが、死後に神々の列に加えられたとき、ヘーラクレースを憎んでいたヘーラーはようやくヘーラクレースと和解し、その娘ヘーベーが妻として彼に与えられた。このため神々の宴席に給仕するものがなくなった。ゼウスは人間たちの中でもとりわけ美しいガニュメーデースを選び、鷲の姿に変身して彼を攫い、オリュンポスの給仕とした。この仕事のためにガニュメーデースには永遠の若さと不死が与えられた。また代償としてその父に速い神馬（別伝ではヘーパイストスの作った黄金のブドウの木）が与えられた。
天上に輝くみずがめ座は、神々に神酒ネクタールを給仕するガニュメーデースの姿であり、わし座はゼウスが彼を攫うときに変身した鷲の姿である。

## 全宇宙の支配まで

### 王位簒奪戦争

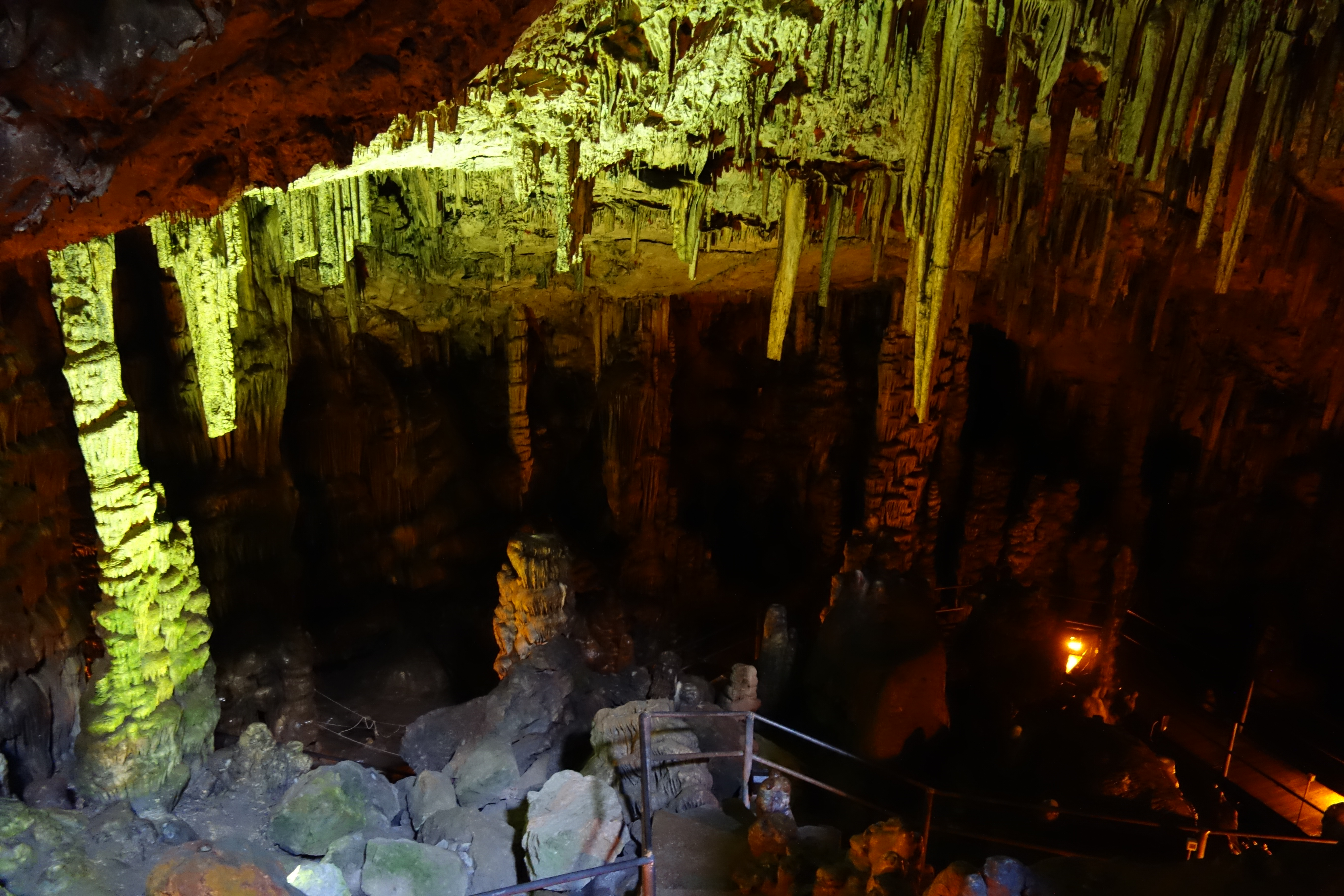
ゼウスが生まれ育ったとされるディクテオン洞窟。

ゼウスの生誕に関する古代伝説のひとつによれば、父クロノスはわが子に支配権を奪われる不安にかられ、生まれた子供を次々に飲み込んでしまった。そこでゼウスを生んだとき、母レアーは産着で包んだ石をかわりにクロノスに飲ませることでゼウスを救った。ゼウスはクレーテー島のディクテオン洞窟で雌山羊のアマルテイアの乳を飲み、ニュンペーに育てられた。
成人したゼウスは、嘔吐薬によってクロノスに女を含め兄弟たちを吐き出させ、父親に復讐をしたがっている彼らと共に、全宇宙の支配権を巡る戦争であるティーターノマキアーを勃発させた。この時、飲み込まれた順とは逆の順で吐き出されたが、これがポセイドーン等にとって第2の誕生にあたり、よって兄弟の序列が逆転されたともされている。

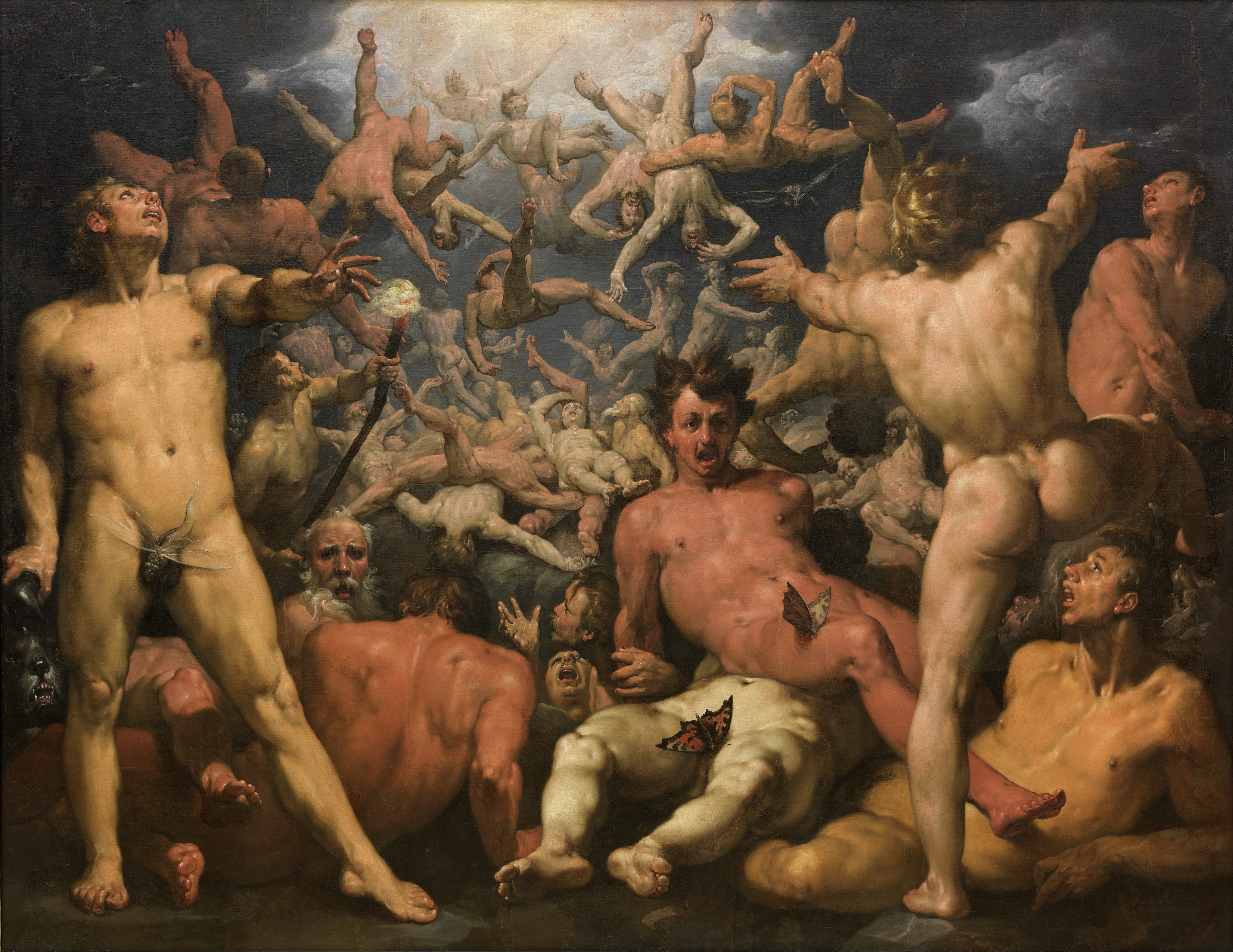
コルネリス・ファン・ハールレムの1588年頃の絵画『打ち負かされるティーターン』。コペンハーゲン国立美術館所蔵。

この大戦においてゼウスは雷霆を投げつけ、宇宙をも揺るがす衝撃波と雷火によってティーターン神族を一網打尽にした。雷光は全空間に漲り、ティーターンたちは瞬く間に目を焼かれて視力を奪われた。雷霆の威力は想像を絶し、見渡す限りの天地を逆転させ、地球や全宇宙、そしてその根源のカオスをも焼き払うほどであった。この猛攻撃の甲斐あってゼウスたちはクロノスなどのティーターン神族を打ち倒し、敗者であるティーターン神族は宇宙の深淵であるタルタロスに封印された。
その後ゼウスとポセイドーンとハーデースは支配地をめぐってくじ引きを行い、それぞれ天界と海界と冥界の主となった。更に、ゼウスはその功績から神々の最高権力者と認められた。しかしその一方、この時のハーデースは冥界の主となったためにオリュンポス十二神から除外されている。

### 巨人族との戦い
全宇宙の支配権が確立したティーターノマキアー後も、ゼウスの支配を揺るがすような出来事が起こった。ゼウスは全宇宙の支配を護る為に防衛戦を展開しなければならなかった。
その一つが巨人族ギガースとオリュンポスの神々の戦いであるギガントマキアーであり、これはタルタロスに我が子であるティーターン神族を幽閉されたことに怒ったガイアが仕向けた大戦であると言われている。ギガースは山を軽々と持ち上げるほどの腕力を持ち、神々に対しては不死身であったが、人間なら殺すことができ、ゼウスは半神半人である自らの息子ヘーラクレースをオリュンポスに招いて味方にした。
ギガースたちは島や山脈といったありとあらゆる地形を引き裂きながら大軍で攻め入ってきたが、迎撃を開始した神々とヘーラクレースによって尽く打ち倒された。ヘーラーに欲情して犯そうとしたギガース・ポルピュリオーンは、彼女を犯す前にゼウスの雷霆によって戦闘不能にされ、最後はヘーラクレースの毒矢によってとどめを刺された。ギガースたちは神々によって島や山脈を叩き付けられて封印され、ヘーラクレースの強弓によって殺戮された。ギガントマキアーはゼウスたちの圧勝に終わった。

### 最終決戦
ギガントマキアーでゼウスたちを懲らしめられなかったガイアは、タルタロスと交わり、ギリシア神話最大にして最強の怪物テューポーンを生み出してオリュンポスを攻撃させた。テューポーンは頭が星々とぶつかってしまうほどの巨体を有しており、両腕を伸ばせば東西の世界の果てにも辿り着いた。神々と同じく不老不死で、肩からは百の蛇の頭が生え、炎を放つ目を持ち、腿から上は人間と同じだが、腿から下は巨大な毒蛇がとぐろを巻いた形をしていた。テューポーンは世界を大炎上させ、天空に突進して宇宙中も暴れ回った。これには神々も驚き、動物に姿を変えてエジプトの方へと逃げてしまった。しかし、ゼウスただ一人だけがその場に踏み止まり、究極の怪物にして怪物の王テューポーンとの壮絶な一騎討ちが始まった。
ゼウスは雷霆とアダマスの鎌でテューポーンを猛攻撃し、テューポーンは万物を燃やし尽くす炎弾と噴流でそれを押し返した。この決戦は天上の宇宙で繰り広げられ、これによって全秩序は混沌と化し、全宇宙は焼き尽くされて崩壊した。両者の実力は拮抗していたが、接近戦に持ち込んだゼウスがテューポーンの怪力に敗れ、そのとぐろによって締め上げられてしまう。テューポーンはゼウスの雷霆とアダマスの鎌を取り上げ、手足の腱を切り落とし、デルポイ近くのコーリュキオンと呼ばれる洞窟へ閉じ込めた。そしてテューポーンはゼウスの腱を熊の皮に隠し、番人として半獣の竜女デルピュネーを置き、自分は傷の治療のために母ガイアの元へ向かった。
ゼウスが囚われたことを知ったヘルメースとパーンはゼウスの救出に向かい、デルピュネーを騙して手足の腱を盗み出し、ゼウスを治療した。力を取り戻したゼウスは再びテューポーンと壮絶な戦いを繰り広げ、深手を負わせて追い詰める。テューポーンはゼウスに勝つために運命の女神モイラたちを脅し、どんな願いも叶うという「勝利の果実」を手に入れたが、その実を食べた途端、テューポーンは力を失ってしまった。実は女神たちがテューポーンに与えたのは、決して望みが叶うことはないという「無常の果実」だったのである。
敗走を続けたテューポーンは悪あがきとして全山脈をゼウスに投げつけようとしたが、雷霆によって簡単に弾き返され、逆に全山脈の下敷きになってしまう。最後はシケリア島まで追い詰められ、エトナ火山を叩き付けられ（シケリア島そのものを叩き付けたとする説もある）、その下に封印された。以来、テューポーンがエトナ山の重圧を逃れようともがくたび、噴火が起こるという。こうしてゼウスはテューポーンとの死闘に勝利し、もはや彼の王権に抗うものは現れなかった。
また、神統記によれば、ゼウスはテューポーンと全宇宙を揺るがす激闘の末に、雷霆の一撃によって世界を尽く溶解させて、そのままテューポーンをタルタロスへと放り込んだのだという。

### 世界の平定
ガイアがまだ権威を持っていた宇宙の原初期には、森羅万象はオリュンポスの神々に対して反抗的で、全物質が支配から逃れようと暴れ出した。ガイアは地母神と言われているが、その支配領域は大地だけではなく、天をも内包する世界そのものにまで及んでいたからだ。万物の反抗は、何もかも覆してしまうかのような大変動に繋がった。大陸はねじれて震え、山々はばらばらに引き裂かれて岩石や火砕流を吐き出した。河は流れを変え、海は隆起して全ての大陸は海中へと没した。全物質の攻撃により、世界は混沌と化した。
しかし、ゼウスは宇宙を統制し、森羅万象を押さえ込んで混沌とした世界をその意に従わせた。大地はもはや揺らがなくなり、山々も平穏になった。大陸は海中から姿を現し、もう海が暴れることもなくなった。ゼウスは世界を平定し、再び宇宙に調和が訪れた。

## 人物
ホメーロスの記述にみるゼウスは、2つの異なる姿で描かれている。一方ではゼウスは弱者の守護神、正義と慈悲の神、悪者を罰する神としてあらわされる。しかし同時に、次々と女性に手を出しては子孫を増やし、不貞を妻に知られまいとあらゆる手段を講じる神としても描かれている。混沌を自らの力で撃退・統制し、全宇宙の秩序を創造した神でもあり、その秩序を脅かす者ならば、たとえ同族であっても排除する荒ぶる神でもある。
元来はバルカン半島の北方から来てギリシア語をもたらしたインド・ヨーロッパ語族系征服者の信仰した天空神であったと考えられ、ヘーラーとの結婚や様々な地母神由来の女神や女性との交わりは、非インド・ヨーロッパ語族系先住民族との和合と融合を象徴するものと考えられる。また自分たちの系譜を神々の父までさかのぼりたいという、古代ギリシア人の願望としても説明されることがある。
多くのインド・ヨーロッパ語族系言語を用いる民に共通して信仰された天空神に由来し、その祖形は、ローマ神話におけるユーピテルの原型であるデイオス・パテール、あるいは普通名詞「神」を表すデイオス、デウス、古層のインド神話の天空神ディヤウス、北欧神話のテュールらに垣間見ることができる。

## 人間との関わり
人類を誕生させたプロメーテウスが彼等に火を与えるなどして肩入れするようになると彼に罰を与える。その後、パンドーラーを作らせて人類に災いをもたらした。そして、青銅時代の人類（またはリュカーオーン）の邪悪さに怒ったゼウスは大洪水を起こして、人類を懲らしめた。

## 信仰
ゼウス信仰はギリシア全域で行われ、至上最高の原理として仰がれていた。古代ギリシア人たちは一神教に近い帰依と敬虔さをゼウスに捧げ、明らかに他の神々とは一線を画していた。ゼウスは運命すらも超越し、全知全能神に相応しい威厳を放っていた。

### 古代オリンピック

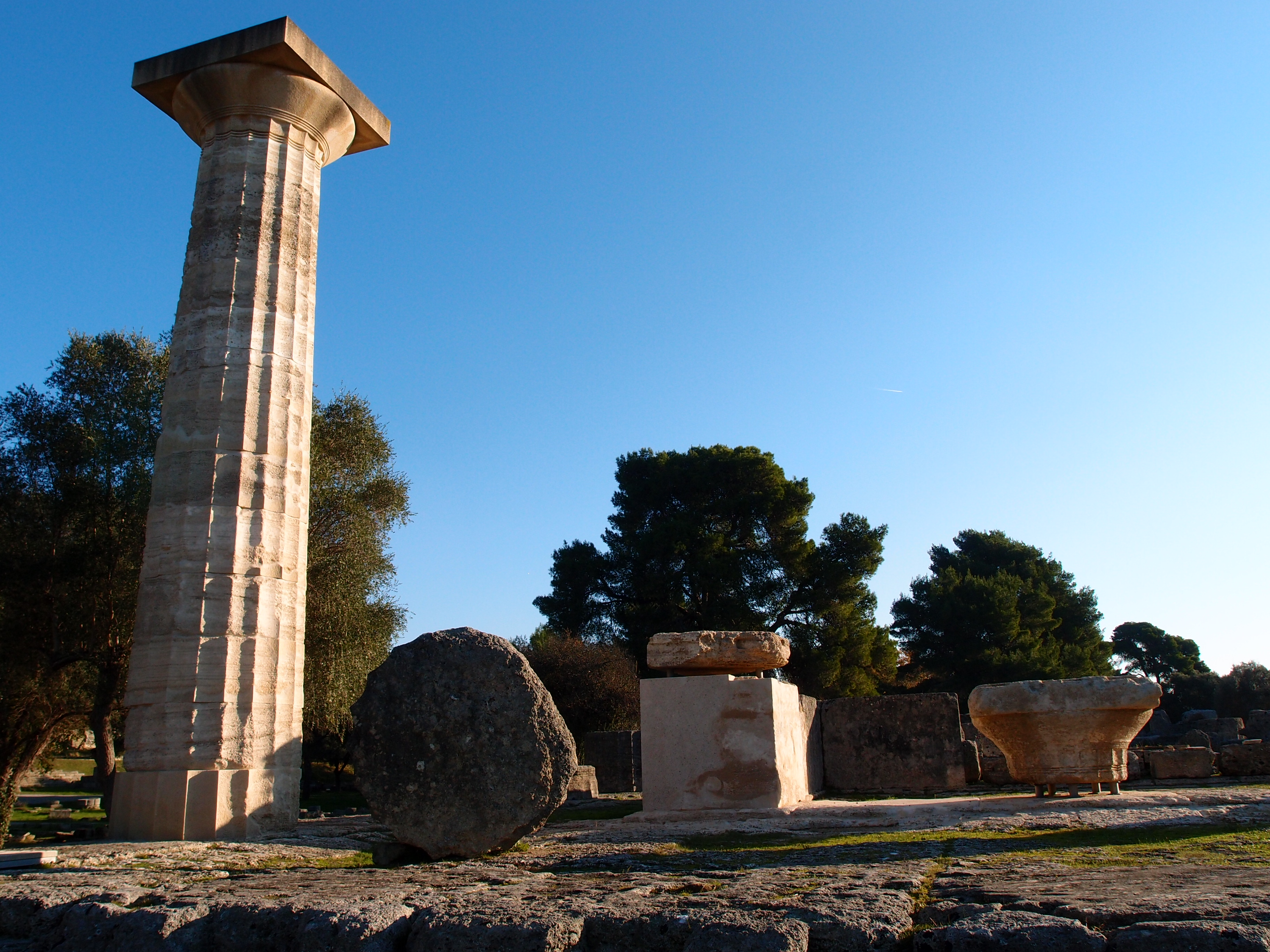
オリュンピアにあるゼウス神殿。

オリュンピアはゼウスの主な神域であり、そこで4年に1度開催される古代オリンピックはゼウスを讃える全ギリシア的な大祭であった。この開催期間中は、ギリシア人は全員戦争を止め、古代オリンピックに参加するためにオリュンピアへと向かった。この道中はゼウスによって守護されると考えられた。不正を決して行わないという宣誓をゼウス・ホルキオス（誓いのゼウス）に捧げ、選手たちは各種目に分かれて競い合った。古代オリンピックで優勝した者は、神々から寵愛されている者、もしくは神々の血を引く者とされ、祖国では大いに賞賛された。現在は廃墟となってしまっているが、当時はオリュンピアにあるゼウス神殿内部には12mを超える黄金と象牙で出来た巨大なゼウス像が聳え立っていたという。この巨大なゼウス像は世界の七不思議のひとつとしても有名である。
また、マケドニア王国にあるゼウスの神域・ディオンでも、オリュンピア祭が開催された。主催者はヘーラクレースの血筋を持つとされたマケドニア王家であり、これはオリュンピアの古代オリンピックに次いで盛況であった。

### ドードーナの神託
エペイロスにあるドードーナには、ギリシア最古の神託所があり、ここでの神託はデルポイに次いで有名であった。ドードーナの神託所にはゼウスが祭られており、神官たちはゼウスの聖木である樫の木を用いて神託を下した。樫の木の葉のざわめきを聞き、ゼウスの神託を解釈するのである。ドードーナの神託所は山奥にあり、交通の便は悪いが、その評判を聞きつけて参拝者が後を絶たなかった。

### オリュンピア＝ゼウス神殿

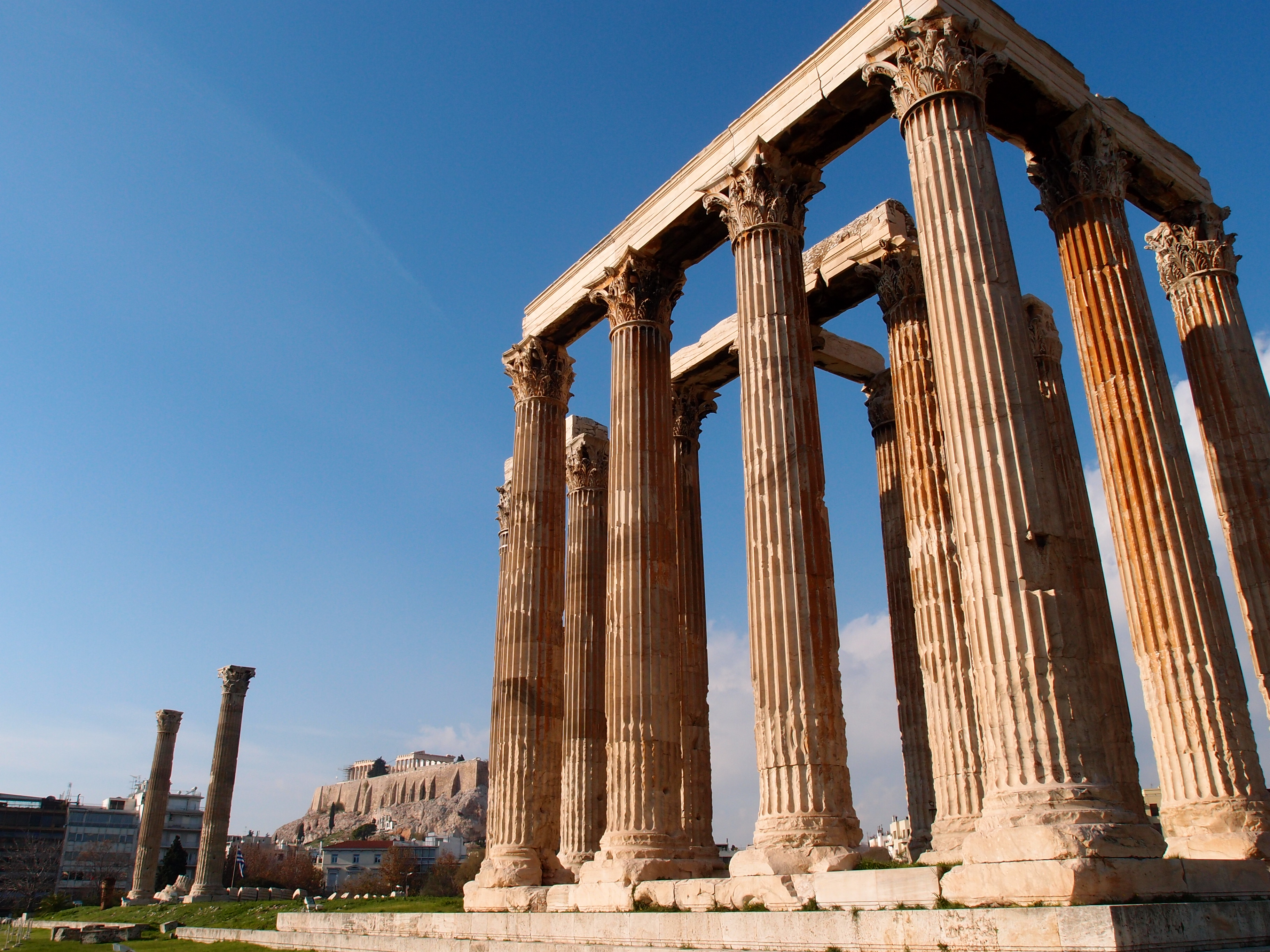
アテネにあるオリュンピア＝ゼウス神殿。

アテーナイには、ゼウスに捧げるための巨大な神殿がローマ帝国のハドリアーヌス治下で建造された。元々は紀元前550年頃にペイシストラトスが建造を開始したものであるが、彼の後を継いだヒッピアスが追放されたことで計画は中止となっていた。その後、ハドリアーヌスが当時の計画を復活させ、完成させた。オリュンピア＝ゼウス神殿と呼ばれ、当時の神殿内部にはオリュンピアのゼウス像のコピーがあったことに由来する。古代世界で最大の神殿であり、柱はコリント式である。

### ローマ神話
ゼウスはローマ神話の最高神ユーピテルと同一視された。ローマ帝国は「文化面ではギリシアに征服された」という名言が有名なように、ギリシア神話の神々をローマ神話の神々と同一視してローマ文化に取り入れたため、ギリシア神話とローマ神話の神々の権能はしばしば共通している。ユーピテルは英語読みでジュピターとも言い、木星の名前の由来となった。
ユーピテルはゼウスと同じく雷電を扱い、天空を支配する全能神である。ユーピテル・フェレトリウスという名で一騎討ちを守護する神としても知られ、一騎討ちで敵を倒した将軍は、討ち取った敵の武具を樫の木（ゼウスと同じくユーピテルの聖木）に縛り付け、ユーピテルに捧げた。

### エジプト神話
ゼウスはエジプト神話の最高神アメンとも同一視された。アメンは太陽神であったが、神々の王であったことから、ヘーリオスやアポローンではなく、ゼウスのエジプトにおける名称だとギリシア中で認知されていた。エジプト西部砂漠のシワ・オアシスにあるアメン神殿にはペルセウス、ヘーラクレースが訪れ、神託を伺ったとされている。
東方遠征の際にマケドニアのアレクサンドロス大王もアメン神殿を訪れ、神託を伺った。そこで彼はアメンの息子であるという神託を得た。それはゼウスの息子であるということに等しく、アレクサンドロス大王は自らの神性を証明して満足した。